# Pendawa
Pendawa is een bestuurslaag in het regentschap Tegal van de provincie Midden-Java, Indonesië. Pendawa telt 4759 inwoners (volkstelling 2010).